# 주승지
주승지(周勝之, ? ~ ?)는 전한 초기의 제후로, 개국공신 주발의 아들이자 승상 주아부의 형이다.

## 행적
문제 11년(기원전 169), 주발의 뒤를 이어 강후(絳侯)에 봉해졌다.
문제 후원년(기원전 163), 죄를 지어 작위가 박탈되었다. 이듬해에, 동생 주아부가 조후(條侯)에 봉해져 가문을 이었다.

## 출전
- 사마천, 《사기》
  - 권18 고조공신후자연표
- 반고, 《한서》
  - 권16 고혜고후문공신표

| 선대 아버지 강무후 주발 | 전한의 강후 기원전 168년 ~ 기원전 163년 | 후대 (봉국 폐지) |